# Гаврилов, Виктор Юлианович
Виктор Юлианович Гаври́лов (3 марта 1918 года, Петроград — 22 сентября 1973 года, Москва) — советский учёный, кандидат физико-математических наук (1958). Лауреат Сталинской премии (1951, 1953).

## Биография
Сын горного инженера Юлиана Юлиановича Гусарского (пропал без вести вскоре после рождения сына).
Окончил механико-математический факультет Ленинградского университета (1941, с отличием). В начале Великой Отечественной войны направлен в Ленинградскую инженерно-авиационную академию им. Жданова, с которой эвакуировался в г. Йошкар-Ола. После завершения обучения остался там же на преподавательской работе на кафедре теоретической механики.
С 1947 г. в КБ-11(ныне РФЯЦ — ВНИИЭФ, г. Саров): научный сотрудник, затем начальник группы. Принимал участие в разработке первых образцов атомных и водородных зарядов.
В 1953—1955 заместитель начальника, начальник отдела МСМ (Министерство среднего машиностроения), Москва.
В 1955—1959 начальник физического сектора — заместитель научного руководителя НИИ-1011 (РФЯЦ — ВНИИТФ им. акад. Е. И. Забабахина).
В 1959 г. по предложению академика И. Е. Тамма назначен начальником только что созданного в Институте атомной энергии (г. Москва) отдела радиологической биологии (РБО), который впоследствии был преобразован в самостоятельный Институт молекулярной генетики. Возглавлял отдел до 1964 г., затем — начальник С-55 РБО.
С 1972 г. руководитель лаборатории во Всесоюзном институте генетики и селекции промышленных микроорганизмов, созданном на базе одного из подразделений РБО.
Художник, писал копии картин известных мастеров.
Умер 22 сентября 1973 года в Москве в результате тяжелого приступа стенокардии.

## Награды
- Сталинская премия I степени (1951) — за участие в решении теоретических вопросов при разработке конструкции изделия РДС.
- Сталинская премия II степени (1953) — за расчетно-теоретические работы по изделию РДС-6с и РДС-5.
- орден Ленина (1956),
- орден Трудового Красного Знамени (1951),
- медаль «За боевые заслуги» (1953).